# Angraecum cadetii
L'angreco di Cadet (Angraecum cadetii Bosser, 1987) è una pianta della famiglia delle Orchidacee, endemica delle isole Mascarene (oceano Indiano).
Il suo nome è un omaggio al botanico di Réunion Thérésien Cadet (1937-1987).

## Descrizione
È una specie epifita con fusto a crescita monopodiale, ossia presenta un solo "piede" vegetativo. È caratterizzata da fiori non profumati e con uno sperone di dimensioni più piccole rispetto alle altre specie di Angraecum.

## Riproduzione
A differenza della maggior parte delle specie congeneri, che si riproducono grazie alla impollinazione entomofila da parte di farfalle notturne della famiglia Sphingidae, A. cadetii deve la sua impollinazione, caso unico tra le orchidaceae, al grillo Glomeremus orchidophilus (Gryllacrididae).

## Distribuzione e habitat
È una specie endemica dell'arcipelago delle Mascarene, nel sud-ovest dell'oceano Indiano.
La sua presenza è documentata solo nelle isole Riunione e Mauritius.
Nella prima isola è presente nella foresta pluviale di Saint-Philippe, tra 300 e 1000 metri di altitudine. A Mauritius ne sono stati censiti solo 16 esemplari, alcuni dei quali sono protetti all'interno del parco nazionale Black River Gorges.